# Otitesella pseudoserrata
Otitesella pseudoserrata är en stekelart som beskrevs av Van Noort 1997. Otitesella pseudoserrata ingår i släktet Otitesella och familjen fikonsteklar.
Artens utbredningsområde är:
- Botswana.
- Etiopien.
- Tanzania.
- Zimbabwe.

Inga underarter finns listade i Catalogue of Life.